# Strawberry Hardcore
Strawberry Hardcore és un grup de harcore punk que es va formar el 2001 després de la dissolució temporal de Def Con Dos per alguns dels seus membres (César Strawberry, Kiki Tornado, Emilio Guill i Manolo Tejeringo).

## Història
El seu primer disc, Strawberry H/C, va permetre al grup fer alguns concerts arribant a telonejar grups com Bad Religion. Aquest primer treball conté la seva cançó més coneguda, «Perdido en Silent Hill», que fa referència a la saga de jocs de terror per a Playstation i PC. Aquest primer disc va gaudir d'una bona acollida, sobretot pels part dels seguidors de Def Con Dos que en certa manera ho veien com una «continuació».
Després del retorn de Def Con Dos el 2004, Strawberry Hardcore va decidir romandre en actiu, tot i que no va ser fins al 2007 que es va publicar el seu segon disc, Todos vamos a morir, que ofereix un so més orientat al punk rock que el primer treball. El 2018, tot i l'anunci de la tornada a l'estudi a gravar noves cançons, que segons Cesar Strawberry sortirien durant l'any 2019, finalment sols aparegué el senzill «Mucho cuidado con estos», i el seu líder César Strawberry va seguir treballant centrat en Def Con Dos.
El 2024 Strawberry Hardcore va tornar als escenaris amb una minigira i amb una nova formació: continua César Strawberry com a cantant, a qui s'uneix Samuel Barranco al baix, Arce a la bateria, Alex Ménez a la guitarra i Mara Gilbert com a segona veu i cors.

## Discografia
- Lo que me da la gana (2001, CD maxi)
- Strawberry H/C, (2001)
- Todos vamos a morir (2007)
- Mucho cuidado con estos (2019, recopilatori)